# Panorama Plastyczna Dawnego Lwowa

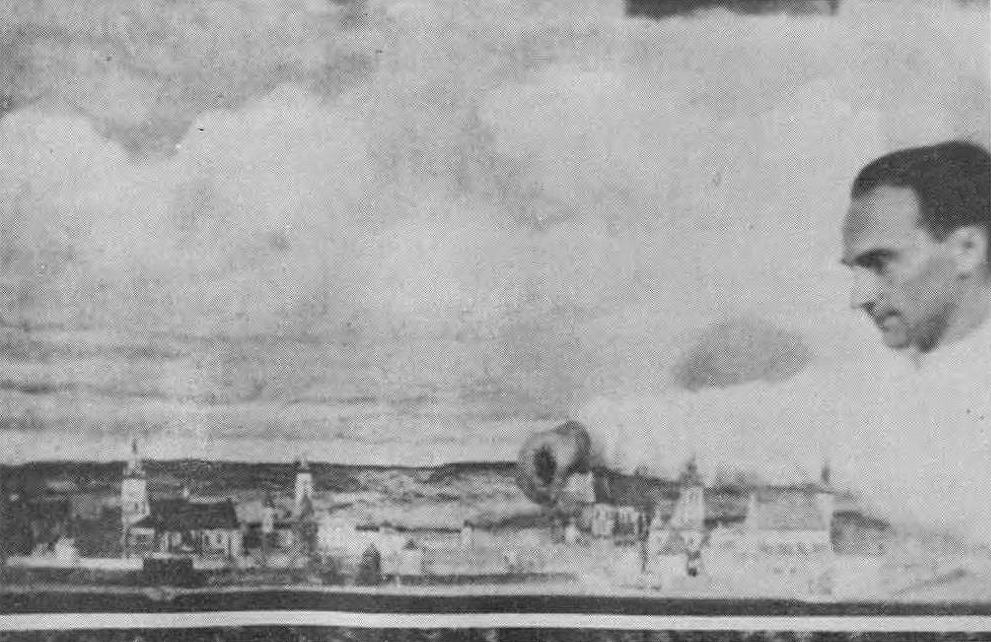
Janusz Witwicki podczas pracy

Panorama Plastyczna Dawnego Lwowa – makieta Lwowa, przedstawiająca widok miasta w II połowie XVIII wieku, o wymiarach 4 na 3,6 metra, w skali 1:200, wykonana w latach 1929–1946 pod kierownictwem inż. Janusza Witwickiego. Od roku 2015 eksponowana w Hali Ludowej we Wrocławiu. Od roku 2019 spakowana znajduje się w magazynie Ossolineum. 
Na makiecie zostały odtworzone budowle i ulice znajdujące się w obrębie murów obronnych XVIII-wiecznego Lwowa. Wykonano je z brystolu, ołowiu, blachy miedzianej i drutu, zaś historyczną patynę nadano za pomocą farb i roztworów kwasów. Witwicki początkowo sam finansował budowę panoramy, później powstało społeczne towarzystwo, które usiłowało zebrać fundusze na ten cel (ok. 180 tys. zł). W 1939 roku władze Lwowa postanowiły pokryć 1/3 kosztów, ale do wybuchu II wojny światowej przekazały tylko 10 tysięcy złotych. Na początku wojny gotowe były modele największych budowli. Większość prac wykonano podczas obu okupacji Lwowa: radzieckiej (1939-1941) i niemieckiej (1941-1944). W skład zespołu oprócz twórcy – Janusza Witwickiego wchodziło ponad 20 osób.
Po wojnie władze radzieckie próbowały uniemożliwić wywiezienie panoramy w nowe granice Polski. Wcześniej skonfiskowano Witwickiemu dokumentację naukową, która dzisiaj znajduje się w zbiorach Ukraińskiej Akademii Nauk. Po zamordowaniu Witwickiego tuż przed jego ekspatriacją ze Lwowa, jego żonie udało się ostatecznie wywieźć Panoramę do Warszawy, gdzie w tajemnicy przechował ją przez kilka tygodni w magazynach Muzeum Narodowego prof. Stanisław Lorentz. Następnie – wciąż w tajemnicy przed komunistycznymi władzami – panoramę przeniesiono do magazynów Wydziału Architektury Politechniki Wrocławskiej a w 1975 do Muzeum Architektury we Wrocławiu. Po renowacji była od 1994 wystawiona w Muzeum Historycznym we Wrocławiu, jednak po reorganizacji tego muzeum i zmianach lokalowych od 2003 była ona znowu niedostępna dla zwiedzających – spakowana zalegała w magazynie Muzeum Medalierstwa we Wrocławiu.
W roku 2006 na mocy umowy zawartej między rodziną inż. Janusza Witwickiego a dyrektorem Zakładu Narodowego im. Ossolińskich model „Panoramy Plastycznej Dawnego Lwowa” stał się własnością Ossolineum. Skrzynie i pakunki z elementami modelu przewiezione zostały do pomieszczeń magazynowych Działu Czasopism ZNiO przy ul. Sołtysowickiej we Wrocławiu. Rozpoczęły się wstępne prace inwentaryzacyjne.
Rok później ukończony został model Cerkwi Wołoskiej, który wykonał warszawski architekt inż. Zbigniew Cheda pod kierunkiem inż. Michała Witwickiego (brata stryjecznego Janusza Witwickiego). Sporządzono szereg planów — rzutów Lwowa i jego zabudowy w skalach 1:1000 i 1:2000 koniecznych do dalszej inwentaryzacji i rekonstrukcji „Panoramy”. Plany wykonał inż. Marcin Sowa z Wrocławia.
W latach 2008 — 2011 dwóch wrocławskich konserwatorów i plastyków, Adam Grocholski oraz Tomasz Fronczek, podjęło się przeprowadzenia renowacji „Panoramy Plastycznej Dawnego Lwowa”. Gromadzili oni materiały źródłowe, które umożliwiły odtworzenie brakujących modeli. Wykonali oni pracę dokumentacyjną tworząc karty muzealne poszczególnych elementów „Panoramy” obejmujące rozpoznanie stanu zachowania modeli budynków i segmentów podstawy, oraz konieczny zakres prac konserwatorskich.
W listopadzie 2013 roku Dyrektor ZNiO dr Adolf Juzwenko oraz Prezes Wrocławskiego Przedsiębiorstwa „Hala Ludowa” Andrzej Baworowski podpisali list intencyjny dotyczący współpracy w zakresie renowacji i konserwacji modelu „Panoramy Plastycznej Dawnego Lwowa”. Ossolineum rozpoczęło starania o pozyskanie funduszy na przeprowadzenie prac konserwatorskich i renowację „Panoramy". W maju 2014 r. ZNiO otrzymało dofinansowanie z Ministerstwa Kultury i Dziedzictwa Narodowego na przeprowadzenie prac konserwatorskich i rekonstrukcje brakujących elementów „Panoramy Plastycznej Dawnego Lwowa”. Ruszyły prace konserwatorskie, które prowadził zespół w składzie: Adam Grocholski, oraz Tomasz Fronczek . W czerwcu 2014 r. podpisana została umowa o współpracy pomiędzy ZNiO a WP „Hala Ludowa”, w wyniku której dzieło inż. Janusza Witwickiego od 25 września 2015 r. było eksponowane w jednej z tzw. rotund w kompleksie Hali Stulecia. 
W 2019 r. „Panorama" trafiła do magazynów Ossolineum, według informacji z 2021 r. miała być być eksponowana w nowym budynku Muzeum Książąt Lubomirskich.